# Lara Carroll
Lara Carroll (ur. 8 grudnia 1986 w Cambridge) – australijska pływaczka specjalizująca się głównie w stylu zmiennym.
Brązowa medalistka mistrzostw świata z Montrealu na 200 m stylem zmiennym. Wicemistrzyni świata na krótkim basenie z Indianapolis na 200 m stylem zmiennym oraz brązowa medalistka na 400 m stylem zmiennym, brązowa medalistka mistrzostw świata z Szanghaju na 200 m stylem zmiennym. Brązowa medalistka Igrzysk Wspólnoty Brytyjskiej z Melbourne na 200 m stylem zmiennym.
Olimpijka z Aten (6. miejsce na 200 i 12. miejsce na 400 m stylem zmiennym).